# Jacques de Segrais
 (août 2017).
Si vous disposez d'ouvrages ou d'articles de référence ou si vous connaissez des sites web de qualité traitant du thème abordé ici, merci de compléter l'article en donnant les références utiles à sa vérifiabilité et en les liant à la section « Notes et références ».
Jacques Le Juge de Segrais est un compagnon de la Libération né le 13 mars 1908 à Curepipe et mort le 21 juin 1941 les faubourgs de Damas.

## Biographie
Engagé dans l'armée en 1932, puis ingénieur agronome, il travaille pour la société des fibres coloniales à Brazzaville lorsqu'il est mobilisé en 1939. Après l'Armistice, il se rallie au général de Gaulle. Collaborant avec le commandant Raymond Delange, il contribue à rallier le Congo  à la France libre le 28 août 1940. Engagé au 1er bataillon de marche de l'AEF (BM 1), il suit les cours d'élève aspirant et en sort officier interprète stagiaire.
Il prend part à la campagne d'Érythrée l'année suivante, avant de rejoindre Qastina en juin 1941 et de participer à la campagne de Syrie. Il est tué par des Français de Vichy dans les faubourgs de Damas, en tentant de protéger le capitaine de Boissoudy, son commandant, grièvement blessé.

## Décorations
- Chevalier de la Légion d'honneur
- Compagnon de la Libération à titre posthume par décret du 04 juillet 1944[1]
- Croix de guerre 1939–1945, palme de bronze
- Médaille de la Résistance française avec rosette par décret du 31 mars 1947[2]

## Sources
1. ↑  « Jacques SEGRAIS (de) », sur Musée de l'Ordre de la Libération (consulté le 30 mai 2022)
2. ↑  « - Mémoire des hommes », sur www.memoiredeshommes.sga.defense.gouv.fr (consulté le 30 mai 2022)